# Ilson Escóssia da Veiga
Ilson Escóssia da Veiga (1938 - Rio de Janeiro, 29 de junho de 2006) foi um ex-advogado e criminoso brasileiro conhecido por integrar quadrilha que fraudava recursos do INSS.

## Fraude
Junto à também advogada Jorgina de Freitas, ao juiz Nestor José do Nascimento, dentre outros advogados e procuradores, e com a cumplicidade de funcionários públicos, a quadrilha desviou um montante de 600 milhões de reais.
Durante a CPI da Previdência, instaurada para apurar desvios do então-Ministro Antônio Rogério Magri, Escóssia foi qualificado como o "maior advogado fraudador do INSS".
Em seu depoimento, José Domingos Teixeira Neto, ex-Procurador-Geral do INSS, solicitou ao presidente da CPI a anexação de um documento que relacionava os nomes e condições sociais de 48 pessoas supostamente envolvidas no objeto de investigação da CPI. Na lista foram incluídos nomes de parentes de Escóssia, entre eles o da advogada Cláudia Caetano Bouças (esposa), o de Carlos Caetano Bouças (sogro) e o de outros parentes, como Creusa Escóssia da Veiga e Vânia Lazarene da Veiga.
Preso após condenação a 14 anos de prisão, morreu no Hospital Estadual Rocha Faria, no bairro carioca de Campo Grande, após sentir dores abdominais no complexo penitenciário de Bangu, onde estava recolhido.